# بروس ر. كينيدي
بروس ر. كينيدي (بالإنجليزية: Bruce R. Kennedy)‏ هو شخصية أعمال أمريكي، ولد في 11 أكتوبر 1938 في دنفر في الولايات المتحدة، وتوفي في 28 يونيو 2007 في كشمير في الولايات المتحدة.